# مقاطعة ماريون (أوريغون)
مقاطعة ماريون (بالإنجليزية: Marion County)‏ هي إحدى مقاطعات ولاية أوريغون في الولايات المتحدة الأمريكية.

## أعلام
- تشارلز إس. مور